# Festival d'animation d'Istanbul
Le Festival d'animation d'Istanbul (en turc : İstanbul Animasyon Festivali) est un festival de cinéma consacré au court métrage d'animation, fondé en 2003 par Efe Efeoğlu et qui se tient chaque fin d'année à Istanbul, en Turquie,. 

## Récompenses

### 9eédition
- Grand Prix : La petite casserole d'Anatole d'Éric Montchaud[3]
- Meilleur film d'étudiant : Mythopolis d'Alexandra Hetmerova
- Meilleur premier film : Boles de Špela Čadež
- Meilleur film turc : Salkım Söğüt d'Ethem Onur Bilgiç
- Meilleur clip vidéo : Işığa Geldi Çocuklar de Seha Can
- Prix spécial du jury : Beauty de Rino Stefano Tagliafierro

### 7eédition
- Grand Prix : Chest of Drawers de Sanni Lahtinen[4]
- Meilleur film d'étudiant : Alambic de Marie Bloch-Lainé, et On The Water de Yi Zhao
- Meilleur premier film : Matter Fisher de David Prosser
- Meilleur film turc : Cutters de Ahmet Şerif Yıldırım, et İstanbul d'İdil Ar
- Meilleur clip vidéo : Elevator Operator de Caroline Attia
- Prix spécial du jury : La Détente de Pierre Ducos et Bertrand Bey

### 6eédition
- Grand Prix : Logorama de François Alaux, Hervé de Crécy et Ludovic Houplain[5]
- Meilleur film d'étudiant : Arithmétique de Giovanni Munari
- Meilleur premier film : Mutant Season de Jimmy Audoin et Delphine Chauvet
- Meilleur film turc : Control
- Meilleur clip vidéo : A Catfish Tale de Yulia Ruditskaya

### 5eédition
- Grand Prix : Chainsaw de Dennis Tupicoff[6]
- Meilleur film d'étudiant : Module de Max Lang
- Meilleur premier film : Mutt de Glen Hunwick
- Meilleur clip vidéo : Mecbursun de Baran Baran
- Prix spécial du jury : A Tale About The Animated Image de Joris Clerté
- Prix spécial du public : Fantaisie in Bubblewrap d'Arthur Metcalf

### 4eédition
- Grand Prix : John and Karen de Matthew Walker[7]
- Meilleur film d'étudiant : 458nm de Jan Bitzer, Ilja Brunk et Tom Weber
- Meilleur film turc : Akvaryum de Denizcan Yüzgül
- Meilleur premier film : Fetch de Steve Townrow, et Cable de Remi Gamiette
- Meilleur clip vidéo : Last Time in Clerkeuwell d'Alex Budovsky
- Meilleure publicité : Nike Fitness de Lobo
- Meilleure animation : 8.1 de Deva Van Guylenborg
- Prix spécial du juge : Don't Let It All Unravel de Sarah Cox

### 3eédition

#### Professionnels
- Grand Prix : Mind The Gap! d'Anastasia Zhuravleva
- Meilleure animation 3D : Stars d'Eoghan Kidney
- Meilleure animation 2D : Simone d'Aksel Zeydan Göz
- Meilleur art visuel : Stars d'Eoghan Kidney
- Meilleur effet visuel : Stars d'Eoghan Kidney
- Prix spécial du jury : Carnivore Reflux d'Eddie White et James Calver, et Islwyn Ogwyn de Jem Roberts

#### Amateurs
- Grand Prix : Mind The Gap! d'Anastasia Zhuravleva
- Meilleure animation 3D : Hallucii de Goo-Shun Wang
- Meilleure animation 2D : 'Cuz d'Emmanuelle Walker
- Meilleur art visuel : Sperm de Deniz Kader
- Meilleur art sonore : Mind The Gap! d'Anastasia Zhuravleva
- Prix spécial du jury : Gazap de Murat Kirişçi, et Mavi Kuş de Mustafa Ercan Zırh

### 2eédition

#### Professionnels
- Grand Prix : Yetenikli Bay Köksal de Cenk Köksal
- Meilleure animation 3D : Hand, Gun, Rock, WC d'Aslan Elver
- Meilleure animation 2D : Yetenikli Bay Köksal de Cenk Köksal
- Meilleur art visuel : Foreverlove 2 de Nebi Yıkaroğlu
- Meilleur effet visuel : Dalgalanan Korsan Bayrağı de Burak Özdelice
- Meilleur art sonore : Dalgalanan Korsan Bayrağı / Kış Gibi de Burak Özdelice
- Meilleure publicité : Çelik d'Anima
- Prix spécial du jury : 3digital de Gürkan Yılmaz, et Foreverlove de Nebi Yıkaroğlu

#### Amateurs
- Grand Prix : Rasyonalite ya da Yüzyılın Yazgısı d'Emir Benderlioğlu
- Meilleure animation 3D : Caveman de Tuğhan Arslan et Dağhan Demirtaş
- Meilleure animation 2D : Oyun Bitti de Yücel Çavdar
- Meilleur art visuel : Temas d'Erman Manyaslı
- Meilleur effet visuel : Kopi d'Ahmet Sönmez
- Meilleur art sonore : Tangram de Şahin Özbay
- Prix spécial du juge: Denizcan Yüzgül et Cem Başak

### 1reédition
- Premier : Garden of Love d'Onur Yeldan
- Deuxième : Ronk and Bird d'Arslan Elver
- Troisième : RobotX d'Ömer Tatlısöz